# Kamisese Mara
Ratu Sir Kamisese Mara, född 6 maj 1920 i Lomaloma på ön Vanuabalavu, död 18 april 2004 i Suva, var regeringschef i Fiji mellan 22 september 1967 och 13 april 1987 och mellan 5 december 1987 och 2 juni 1992. Dessutom var han president från 16 december 1993 till 29 maj 2000.